# البث التلفزيوني في إسرائيل

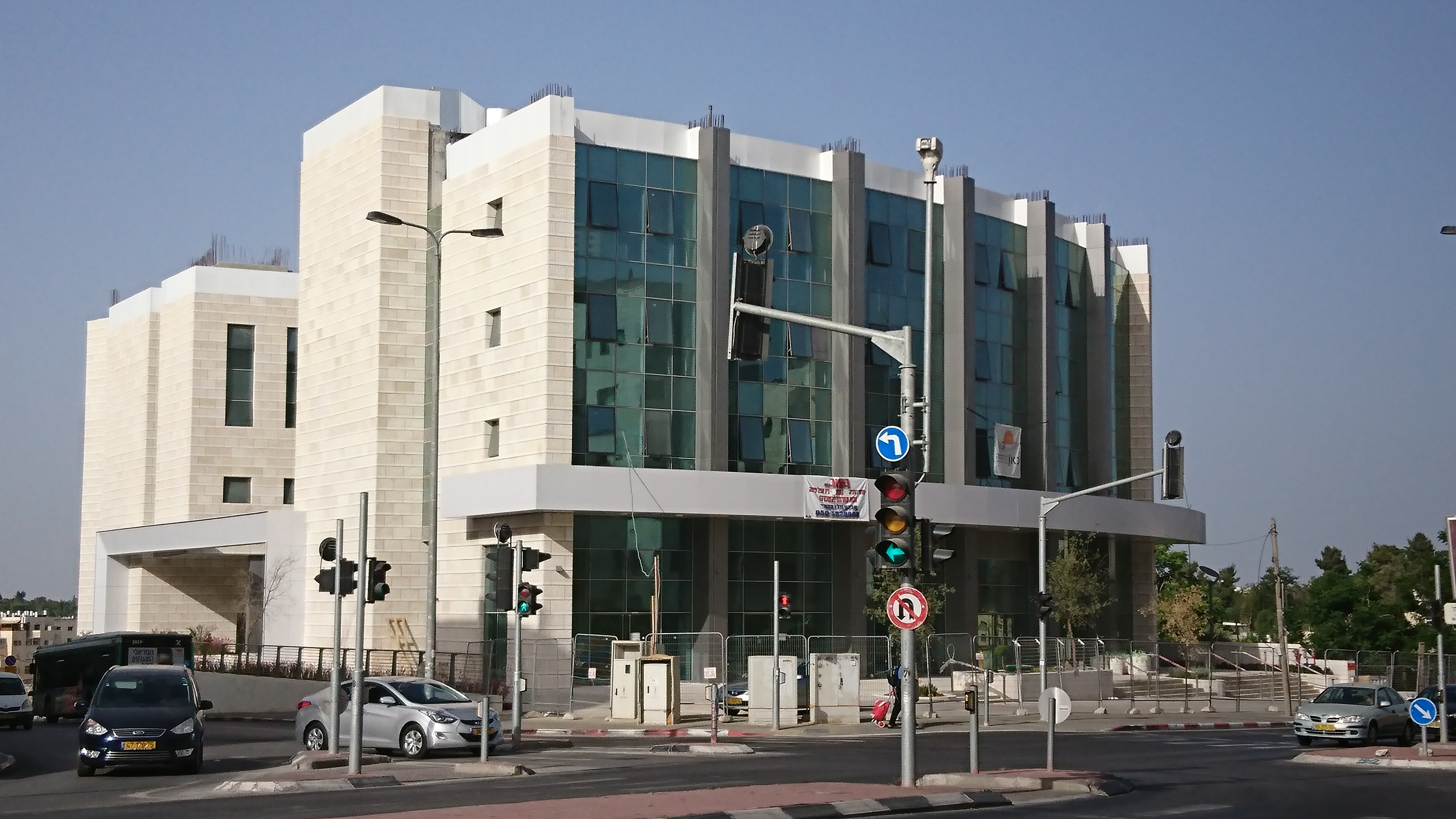
المبنى الرئيسي الجديد لهيئة الإذاعة الإسرائيلية في القدس عام 2017.

يشير التلفزيون في إسرائيل إلى خدمات البث التلفزيوني في دولة إسرائيل، أُفتتح في 24 مارس 1966. في البداية، كان هناك محطة تلفزيونية واحدة مملوكة للدولة، تشغلها هيئة البث الإسرائيلية والتلفزيون التعليمي في إسرائيل. في عام 1986، أُطلقت ثاني محطة تلفزيونية حكومية. وأصبحت هذه القناة تجارية تديرها الدولة عام 1993. ثم اُفتتحت قناة تجارية إضافية في عام 2002، تبعها افتتاح ثلاث قنوات تجارية متخصصة هي: القناة  الإسرائيلية الناطقة بالروسية (في عام 2002) والقناة الموسيقى الشعبية الإسرائيلية (في عام 2003) وقناة ناطقة بالعربية (في عام 2012). أدخل البث الملون تدريجيًا حوالي ما بين عام 1977 و 1979. أصبحت خدمات التلفزيون الكابلي متعدد القنوات متاحة للمشتركين تدريجيًا منذ عام 1989. على الرغم من أن محطات التلفزيون الكابلي غير القانونية كانت موجودة في المدن الكبرى خلال فترة الثمانينيات من القرن العشرين. وأصبحت خدمة القنوات الفضائية متاحة منذ عام 2000.
ويشترك نحو أغلب من 75% من السكان في أنظمة التلفزيون المدفوعة الأجر التي توفرها إما خدمة كابلات تسمى «هوت» أو خدمة فضائية تسمى «نعم». أُغلقت هيئة الإذاعة الإسرائيلية في مايو 2017 وحلت محلها هيئة الإذاعة الإسرائيلية كمشغل لقنوات التلفزيون المملوكة للدولة. وقد انقسمت القناة الثانية إلى قناتين مختلفتين في نوفمبر 2017، مما أعطى كل من الشركتين التجاريتين اللتين تعملان حاليًا قناتين خاصة لهما هما: كشت 12، ورشت 13.

## التأريخ

### السنوات الأولى للدولة
عند إنشائها في مايو 1948، كان لدى إسرائيل محطة إذاعية واحدة تدار من قبل الحكومة مباشرة، والتي كانت استمرارًا لمحطة الإذاعة العبرية في الانتداب البريطاني. الحكومات الأولى، برئاسة ديفيد بن غوريون، لم تؤيد إنشاء محطات تلفزيونية. ومع ذلك ناقشت الحكومة الإسرائيلية فكرة استخدام التلفزيون كأداة توجيهية وتعليمية في عامي 1952 و 1955. في عام 1961 طلبت الحكومة الإسرائيلية من اليونسكو تقديم رأيها، الذي كان يؤيد استخدام التلفزيون لأغراض تعليمية. وفي أوائل الستينيات من القرن العشرين، أصبحت البرامج التلفزيونية في مصر ولبنان وقبرص المجاورة لإسرائيل متاحة تدريجيًا للإسرائيليين  من خلال أجهزة التلفزيون التي وضعت في الأماكن العامة مثل المقاهي. وبم أنها كانت أساسًا باللغة العربية، كانت هذه الإذاعات شعبية بين عرب إسرائيل. وأثار ذلك قلق الحكومة إزاء الدعاية المناهضة لإسرائيل التي قد تدرج فيها.

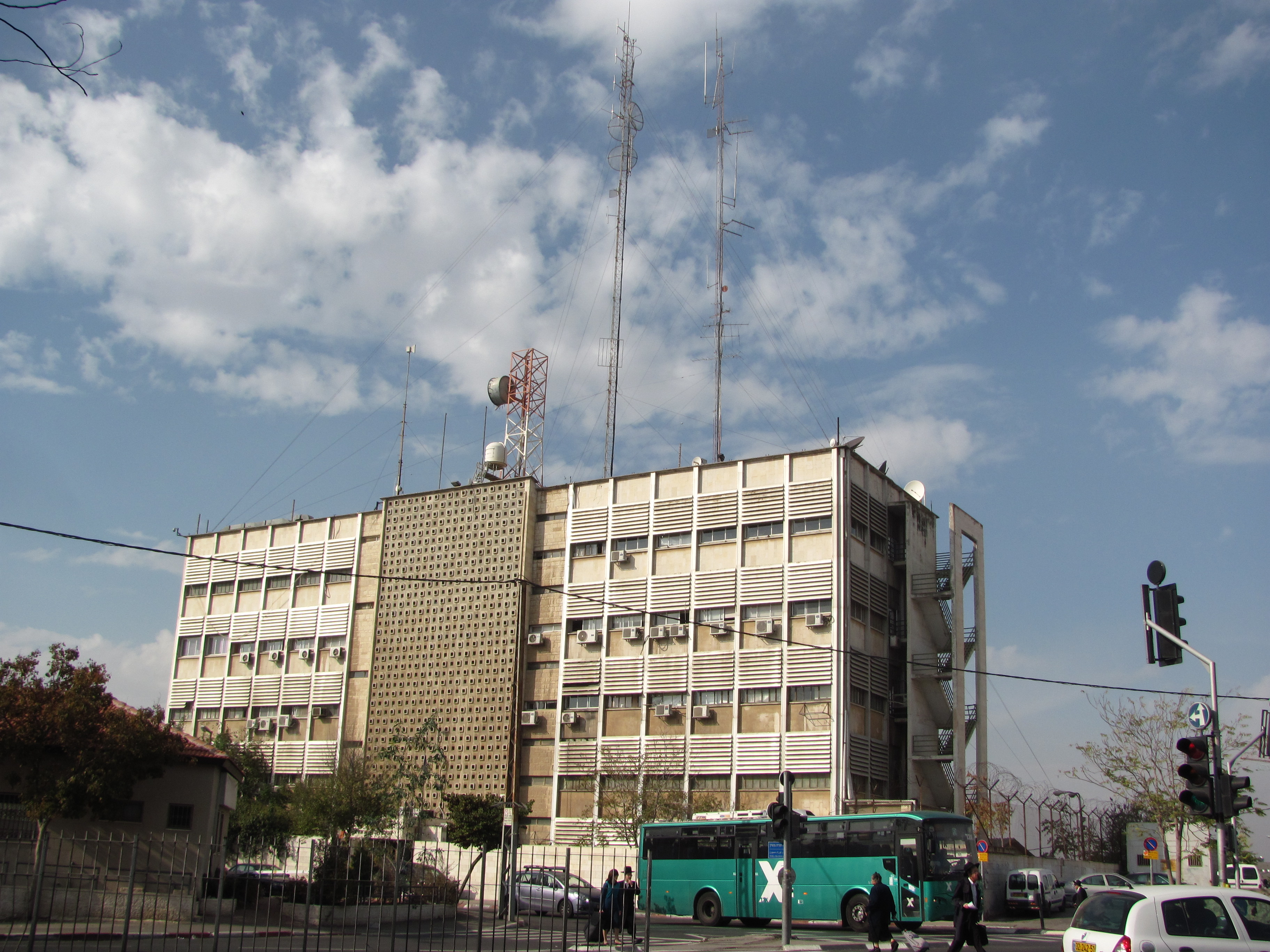
مبنى التلفزيون الإسرائيلي السابق في روميما، القدس، الذي كان المبنى الرئيسي للقناة الإسرائيلية الأولى حتى 10 مايو 2017.

عندما تولى ليفي إشكول السلطة كرئيس للوزراء في يونيو 1963، بدأ الترويج لإنشاء قناة تلفزيونية إسرائيلية. في عام 1964، دعا فريق من الخبراء من الاتحاد الإذاعي الأوربي لتقديم توصياتهم. في عام 1965، تأسست هيئة الإذاعة الإسرائيلية من أجل إبعاد الحكومة عن الإدارة اليومية والقرارات التحريرية لمحط الإذاعة المملوكة للدولة. كما أصدرت الحكومة قرارًا ينص على أن هذه الهيئة الجديدة ستبدأ البث التلفزيوني في غضون عامين.

### التنصيب
تم تقديم التلفزيون في إسرائيل أخيرًا في 24 مارس 1966، ولكن ليس من قبل هيئة الإذاعة الإسرائيلية، ولكن  من قبل التلفزيون التعليمي الإسرائيلي، الذي موّل من قبل مؤسسة روتشيلد وعمل كجزء من وزارة التعليم. كانت أول عمليات الإرسال دروسًا لطلاب المدارس في مواضيع مختلفة، صورت بالأبيض والأسود، واستقبلتها 32 مدرسة من جميع أنحاء البلاد. وأطلقت هيئة الإذاعة الإسرائيلية بثًا عامًا في 2 أيار/مايو 1968، بمناسبة يوم استقلال إسرائيل.